# جون كوكوبو
جون كوكوبو (باليابانية: 小久保 純) (8 سبتمبر 1980 في غونما في اليابان - )؛ هو لاعب كرة قدم ياباني سابق كان يلعب كلاعب وسط.

## وصلات خارجية
- جون كوكوبو على موقع رابطة كرة القدم اليابانية للمحترفين (اليابانية)